# Косвож (приток Вапола)
Косвож (Кос-Вож) — река в России, протекает в Республике Коми. Устье реки находится в 15 км по правому берегу реки Вапол. Длина реки составляет 15 км.

## Данные водного реестра
По данным государственного водного реестра России относится к Двинско-Печорскому бассейновому округу, водохозяйственный участок реки — Вычегда от истока до города Сыктывкар, речной подбассейн реки — Вычегда. Речной бассейн реки — Северная Двина.
Код объекта в государственном водном реестре — 03020200112103000014183.